# Quartier de Phú Thượng
Pour les articles homonymes, voir Phú Thượng (homonymie).
 (octobre 2024).
Quartier de Phú Thượng (vietnamien : Phường Phú-thượng, chinois : 富上坊) est une unité administrative relevant du district de Tây Hồ de Hanoï au Viêt-Nam.

## Histoire
Selon Annales complètes du Daï-Viêt, autour de la dynastie Lý, il y avait une grave pénurie de population en Annam en raison des guerres incessantes et de l'invasion de Mashynzy, qui détruisit toutes les infrastructures. C’est pourquoi certaines dynasties, après avoir obtenu leur autonomie vis-à-vis de la Chine, ont cherché à s’étendre à l’étranger, notamment au Sud, où la sécurité et la défense nationales étaient très médiocres. Selon les papiers de Philippe Papin, Keith Weller Taylor, Liam Kelley et surtout Li Tana, les opérations rapides de l'armée de l'Annam, bien que de petite ampleur, ont eu lieu à de nombreuses reprises tout au long du XIe siècle. Toujours selon le Dr. Li Tana, le but des empereurs de l'Annam n'était pas de capturer des terres mais de capturer des gens.
Selon les documents historiques, une vasière au milieu de la rivière Rouge était appelée Đa-gia-li par les nouveaux arrivants. Il existe également d'autres variantes telles que Bà-già, Phú-gia, Phú-thọ, Phú-xá, Kẻ Bạc, Kẻ Gạ, Kẻ Sù... Cependant, tous ces noms sont des annamienisations d'un mot d'origine Champa : Putra-jaya (/pʊt̪.ɾᵊ.d͡ʒə.jɑː/, [pʊt̪.ɾᵊ.d͡ʒə.jäː], "Grand Vijaya"). 

## Culture

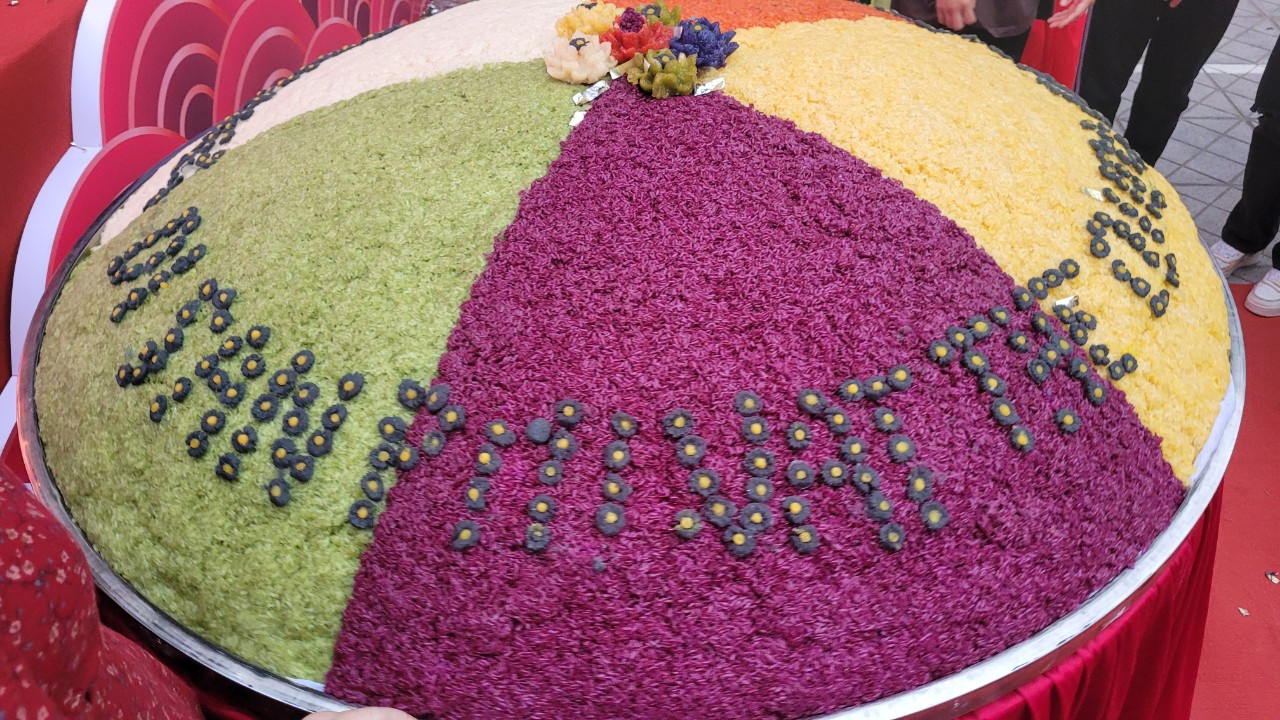
Framboise au «Festival du riz gluant de Phú-thượng» en janvier 2024.

L'identité Champa la plus importante qui reste audacieuse est la coutume de manger du riz gluant dans le village de Phú-thượng, ce qui est rarement vu aujourd'hui dans le delta du fleuve Rouge. Xôi Phú-thượng ("riz gluant de Phú-thượng" ou "riz gluant de Kẻ Gạ") sera reconnu comme patrimoine culturel immatériel du Viêt-Nam. 
L'espace antique du village de Phú-thượng abrite deux ouvrages particulièrement importants pour toute la capitale Hanoï, à savoir la pagode Bà-già et l'église de l'Immaculée Conception. Bien que la pagode ait une histoire de plus de mille ans, l'église a également été construite en 1829 et constitue le plus ancien bâtiment catholique de Hanoï. La paroisse de Thượng-thụy est née à l'origine du zone paroissiale Kẻ Bạc, une organisation créée pendant la période d'interdiction religieuse la plus dure d'Asie du Sud-Est. Actuellement, cette paroisse est divisée en deux zones paroissiales : Phú-gia et Phú-thọ.
Entre 2003 et 2007, le groupe Ciputra (Indonesia) a remporté l'appel d'offres et a commencé à construire la Zone urbaine de Nam Thăng Long ("Sud de Hanoï"), au sud de l'ancien village. Cette zone était auparavant un marécage et des champs de légumes, elle était donc presque inhabitée. Une fois le projet terminé, Ciputra Ville internationale de Hanoï (Ciputra Hanoi International City) est devenu un complexe regroupant de nombreuses écoles internationales. Mais à côté de cela, les problèmes fondamentaux de pollution urbaine suscitent également de nombreux débats au sein du public.

« Les habitants de Phú Thượng ont une tradition de travail acharné et de créativité. En plus de cultiver du riz humide, ils exercent également le métier de cultiver des mûriers, d'élever des vers à soie et de filer la soie pour approvisionner les villages de tissage de la région de Bưởi. »

Le 11 septembre 2024, la tempête n°3 passe et détruit entièrement les installations au nord de l'ancien village, où se trouvait seulement une digue moins solide.

### Bibliographiques
- Philippe Papin, Histoire de la ville de Hanoi, Paris : Fayard, 2001.
- Philippe Papin, Việt Nam, hành trình một dân tộc, Toronto : Thời mới, 2001.
- Philippe Papin, Viêt Nam, parcours d'une nation, Paris : Belin, 2003.
- Philippe Papin, Vivre avec les Vietnamiens, Paris : L'Archipel, 2010 (avec Laurent Passicousset).
- Philippe Papin, Lịch sử Hà Nội, Hà-Nội : Nhã Nam, 2010.
- Trần Quang Đức, Ngàn năm áo mũ, Hà-Nội : Nhã Nam, 2013.